# Gabriel Tiacoh
Gabriel Tiacoh (ur. 9 lutego 1963 w Abidżanie, zm. 2 kwietnia 1992 w Atlancie) – lekkoatleta z Wybrzeża Kości Słoniowej, specjalizujący się w długich biegach sprinterskich, dwukrotny uczestnik letnich igrzysk olimpijskich (Los Angeles 1984, Seul 1988), srebrny medalista olimpijski z Los Angeles w biegu na 400 metrów.
Pierwszy w historii Wybrzeża Kości Słoniowej medalista olimpijski.

## Sukcesy sportowe
- złoty medalista mistrzostw Francji w biegu na 400 metrów – 1983, 1984[2]
- złoty medalista mistrzostw Wielkiej Brytanii (AAA Champiopnships) w biegu na 400 metrów – 1987[3]
- mistrz NCAA w biegu na 400 metrów – 1986[4]

| Rok  | Miasto      | Zawody                    | Konkurencja   | Wynik         |
| ---- | ----------- | ------------------------- | ------------- | ------------- |
| 1984 | Rabat       | Mistrzostwa Afryki        | bieg na 400 m | złoty medal   |
| 1984 | Los Angeles | Igrzyska olimpijskie      | bieg na 400 m | srebrny medal |
| 1985 | Kair        | Mistrzostwa Afryki        | bieg na 400 m | srebrny medal |
| 1987 | Rzym        | Mistrzostwa świata        | bieg na 400 m | 7. miejsce    |
| 1988 | Annaba      | Mistrzostwa Afryki        | bieg na 400 m | srebrny medal |
| 1989 | Budapeszt   | Halowe mistrzostwa świata | bieg na 400 m | 6. miejsce    |
| 1989 | Lagos       | Mistrzostwa Afryki        | bieg na 400 m | złoty medal   |
| 1989 | Casablanca  | Igrzyska frankofońskie    | bieg na 400 m | złoty medal   |
| 1989 | Monte Carlo | Finał Grand Prix IAAF     | bieg na 400 m | 3. miejsce    |
| 1989 | Barcelona   | Puchar świata             | bieg na 400 m | 3. miejsce    |

## Rekordy życiowe
- bieg na 200 metrów – 20,71 – Pullman 18/05/1984
- bieg na 300 metrów – 31,74 – A Coruña 06/08/1986 do 2015 roku najlepszy wynik w historii afrykańskiej lekkoatletyki[8]
- bieg na 400 metrów – 44,30 – Indianapolis 07/06/1986 [9]
- bieg na 400 metrów (hala) – 46,69 – Budapeszt 04/03/1989  / 46,15OT – Moskwa 01/02/1986[10]

10 sierpnia w Los Angeles iworyjska sztafeta 4 × 400 metrów w składzie Kablan Degnan, Avognan Nogboun, René Meledje Djédjémel i Gabriel Tiacoh ustanowiła wynikiem 3:03,50 aktualny rekord kraju w tej konkurencji.